# Вулька-Кросновська
Вулька-Кросновська (пол. Wólka Krosnowska) — село в Польщі, у гміні Ліпці-Реймонтовські Скерневицького повіту Лодзинського воєводства.
Населення — 124 особи (2011).
У 1975-1998 роках село належало до Скерневицького воєводства.

## Демографія
Демографічна структура станом на 31 березня 2011 року:
|          | Загалом | Допрацездатний вік | Працездатний вік | Постпрацездатний вік |
| -------- | ------- | ------------------ | ---------------- | -------------------- |
| Чоловіки | 61      | 10                 | 44               | 7                    |
| Жінки    | 63      | 6                  | 39               | 18                   |
| Разом    | 124     | 16                 | 83               | 25                   |